# Soonjin - Cô bé lọ lem
Soon-jin - Cô bé lọ lem (tiếng Hàn: 사랑찬가, tiếng Anh: Recipe of Love) là một bộ phim truyền hình do hãng MBC (Hàn Quốc) sản xuất. Bộ phim đã được phát sóng trên kênh VTV3 của Đài Truyền hình Việt Nam vào lúc 18h00 hàng ngày, bắt đầu từ ngày 19 tháng 12 năm 2005. Bộ phim chuyện kể về một cô gái tên là Oh Soon-jin vượt qua mọi rào cản để đến với tình yêu của Giám đốc Kang Sae-han dành cho mình.

## Diễn viên
- Jang Seo-hee trong vai Oh Soon-jin
- Jun Kwang-ryul trong vai Kang Sae-han
- Kim Ji-hoon trong vai Kang Hye-ok
- Kim Min trong vai Hong Su-jin